# Dégnékoro
Dégnékoro est une localité et une commune rurale du Mali de l'arrondissement central de Dioïla, dans le cercle de Dioïla et la région de Dioïla.

## Villages
La commune s'étend sur 9 localités relevées lors du recensement général de 2009. 
Les villages les plus peuplés sont :
- Dégnékoro (2 200 habitants) ;
- Sorokoroni (1 486 habitants) ;
- Sirakoro (1 418 habitants).